# Gustaw Herling-Grudziński
Gustaw Herling-Grudziński (ur. 20 maja 1919 w Kielcach, zm. 4 lipca 2000 w Neapolu) – polski pisarz, eseista, krytyk literacki, dziennikarz, żołnierz, więzień obozów pracy Gułagu. Aresztowany przez NKWD po agresji ZSRR na Polskę, podczas próby przejścia niemiecko-sowieckiej linii demarkacyjnej. Jako przedwojenny sympatyk Polskiej Partii Socjalistycznej po wojnie dał się poznać jako krytyk dyktatury komunistycznej w Polsce i całej Europie Środkowo-Wschodniej. Przez cały okres komunizmu w Polsce pozostał na wygnaniu jako polski emigrant polityczny. Kawaler Orderu Orła Białego.

## Życiorys
Urodził się 20 maja 1919 w Kielcach, w spolonizowanej, ale wyznającej judaizm rodzinie żydowskiej, jako Gecel (vel Gustaw) Herling (vel Grudziński), syn Doroty (Dobrysi) z Bryczkowskich i Jakuba (Joska) Herlinga vel Grudzińskiego. W 1919 rodzice pisarza mieszkali w Kielcach, jednakże sporo czasu spędzali też w pobliskich Skrzelczycach w gminie Pierzchnica, gdzie mieścił się duży folwark, którego byli właścicielami. Narodziny syna, czwartego dziecka po Eugenii, Maurycym zwanym Morkiem i Łucji zwanej Sarą, ojciec zgłosił dopiero 17 lipca 1919 w Daleszycach.
W 1921 folwark w Skrzelczycach został sprzedany i od tej pory, do wojny, rodzina mieszkała w Kielcach – matka z dziećmi, i w Suchedniowie – Jakub Herling-Grudziński, który nabył tam duży młyn i dom. W późniejszych latach pisarz wspominał z sentymentem Suchedniów, niewielkie miasto w województwie świętokrzyskim, m.in. w dziele Inny świat. Korespondował i przyjaźnił się z Anną Musiałówną, która pochodzi z tej samej miejscowości.
Matka Herlinga-Grudzińskiego zmarła na tyfus w 1932 i pochowana jest na cmentarzu żydowskim w Bodzentynie, ojciec zmarł w 1943, brat Maurycy i siostry przeżyli II wojnę światową i zostali w Polsce. Maurycy Herling-Grudziński (adwokat, po wojnie sędzia Sądu Najwyższego PRL) działał podczas wojny w Żegocie (swą rolę ujawnił w 1976) i uratował ok. 500 Żydów. Siostra Łucja była żoną płk. Mariana Utnika (jeden z powierników Funduszu Obrony Narodowej, był oskarżony w tzw. procesie TUN).
Gustaw Herling-Grudziński uczęszczał do Gimnazjum im. M. Reja w Kielcach.
Wbrew woli ojca (który namawiał go na Szkołę Główną Gospodarstwa Wiejskiego) studiował 2 lata filologię polską na Uniwersytecie Warszawskim, pisał dla czasopism „Ateneum”, „Pion”, „Nowy Wyraz” oraz redagował tygodnik „Orka na Ugorze”.
15 października 1939 założył wraz z kolegami Polską Ludową Akcję Niepodległościową (PLAN), jedną z pierwszych polskich organizacji konspiracyjnych. Był jej szefem przez 2 miesiące. Wyjechał do Lwowa, gdzie czasowo korzystał z protekcji Marii Dąbrowskiej i Juliusza Kleinera, następnie udał się do Grodna i tam znalazł pracę w teatrzyku kukiełkowym. W marcu 1940 próbował przedostać się na Litwę. Wynajęci przez niego przemytnicy okazali się jednak być na usługach NKWD i Grudziński został aresztowany zaraz po opuszczeniu miasta. Umieszczono go w tamtejszym więzieniu, gdzie został szybko skazany na 5 lat pobytu w obozach. Następnie, poprzez więzienia w Witebsku, Leningradzie i Wołogdzie, trafił do łagru w Jercewie. 20 stycznia 1942 po dramatycznej głodówce protestacyjnej został stamtąd zwolniony na mocy – obowiązującego już od niemal pół roku – układu Sikorski-Majski. Wstrząsający opis rzeczywistości obozowej zawarł później w książce Inny świat.
12 marca w miejscowości Ługowoje udało mu się przyłączyć do armii gen. Andersa. W stopniu kanoniera służył w 3 Karpackim Pułku Artylerii Lekkiej na stanowisku radiotelegrafisty II dywizjonu. Walczył m.in. pod Monte Cassino, za co został odznaczony Orderem Virtuti Militari. Służąc jako bombardier otrzymał też Krzyż Pamiątkowy Monte Cassino (nr 466). Od 1 października 1944 do 15 lutego 1945 był słuchaczem kursu Szkoły Podchorążych Rezerwy Artylerii w Matera, który ukończył z wynikiem dobrym i 60. lokatą. Awansował na stopień kaprala podchorążego.
Po wojnie, w 1945, został emigrantem politycznym. Wraz z żoną Krystyną (z domu Stojanowską) przeniósł się z Włoch do Londynu, gdzie był publicystą londyńskiego tygodnika „Wiadomości”. Współtworzył i redagował miesięcznik „Kultura”. Był także członkiem Instytutu Literackiego. W 1952 jego żona Krystyna popełniła samobójstwo.

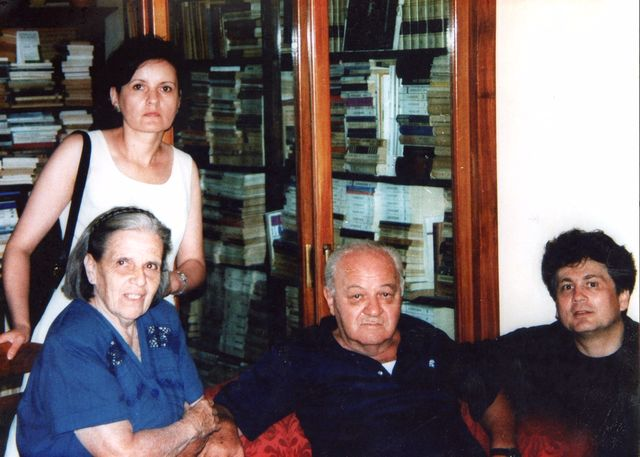
W dolnym rzędzie Lidia i Gustaw Herling-Grudziński, po prawej Andrzej Peciak, 1997

W połowie 1946 we Włoszech przystąpił do Polskiej Partii Socjalistycznej. Publikował w czasopismach partyjnych „Robotniku Polskim” i „Świetle”. W 1948 wybrany zastępcą członka Komitetu Głównego PPS w Wielkiej Brytanii, zaś na II zjeździe emigracyjnej PPS w Lens w 1952 został wybrany w skład Centralnego Sądu Partyjnego. Wystąpił z PPS w 1960, gdy wskutek sporów wśród emigracyjnych socjalistów usunięto z PPS Adama Ciołkosza. Laureat Nagrody Związku Pisarzy Polskich na Obczyźnie w 1965 roku.
W późniejszym okresie współpracował z Komitetem Obrony Robotników i Polskim Porozumieniem Niepodległościowym w kraju. W III RP działał w Ruchu Stu.
W latach 1952–1955 pracował dla Radia Wolna Europa w Monachium. W 1955 osiadł na stałe w Neapolu, gdzie poślubił Lidię, córkę Benedetto Crocego. Podpisał list pisarzy polskich na Obczyźnie, solidaryzujących się z sygnatariuszami protestu przeciwko zmianom w Konstytucji Polskiej Rzeczypospolitej Ludowej (List 59).
W październiku 1989 wszedł w skład Rady Honorowej Komitetu Historycznego Badania Zbrodni Katyńskiej.
W 1990 został laureatem literackiej Nagrody Polskiego PEN Clubu im. J. Parandowskiego, w 2000 odebrał w Krakowie doktorat honoris causa Uniwersytetu Jagiellońskiego.
Postanowieniem Prezydenta RP Aleksandra Kwaśniewskiego z 5 czerwca 1998 został odznaczony Orderem Orła Białego w uznaniu znamienitych zasług dla Rzeczypospolitej Polskiej.
Zmarł 4 lipca 2000 na skutek wylewu krwi do mózgu. Został pochowany na neapolitańskim cmentarzu Poggio Reale. Był członkiem Stowarzyszenia Pisarzy Polskich.
W PRL informacje na temat Gustawa Herling-Grudzińskiego podlegały cenzurze. Jego nazwisko znajdowało się na specjalnej liście osób objętych całkowitym zakazem publikacji. Zalecenia cenzorskie dotyczące jego osoby zanotował Tomasz Strzyżewski, który w swojej książce o peerelowskiej cenzurze opublikował notkę informacyjną nr 9 z 1975 roku Głównego Urzędu Kontroli Prasy, Publikacji i Widowisk. Wytyczne dla cenzorów zawierały na liście autorów zakazanych jego nazwisko głosząc: „(...) w stosunku do niżej wymienionych pisarzy, naukowców i publicystów przebywających na emigracji (w większości współpracowników wrogich wydawnictw i środków propagandy antypolskiej) należy przyjąć zasadę bezwarunkowego eliminowania ich nazwisk oraz wzmianek o ich twórczości, poza krytycznymi, z prasy, radia i TV oraz publikacji nieperiodycznych o nienaukowym charakterze (literatura piękna, publicystyka, eseistyka)”. Jego twórczość pisarska została upowszechniona w Polsce dopiero po 1989 r.

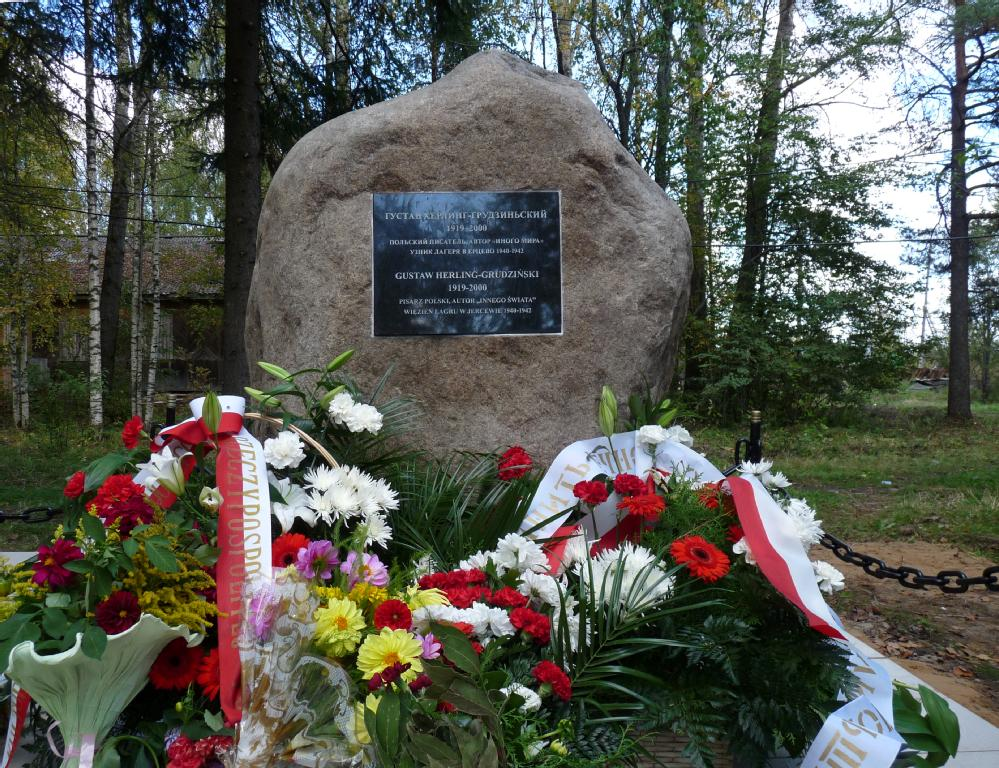
Obelisk w Jercewie upamiętniający pisarza

## Upamiętnienie
W 1998 powstał film dokumentalny o Gustawie Herlingu-Grudzińskim zatytułowany Rozważania o cnotach (realizatorzy Aleksandra Czernecka, Marcin Baran przy współpracy Józefa Opalskiego), emitowany w formie 10 odcinków w TVP2 w 1999.
We wrześniu 2009 w Jercewie odsłonięto pomnik pisarza.
Uchwałą Sejmu RP VIII kadencji z 20 lipca 2018 rok 2019 został ustanowiony rokiem Gustawa Herlinga-Grudzińskiego.
W 2024 roku Pedagogiczna Biblioteka Wojewódzka w Kielcach otrzymała imię Gustawa Herlinga-Grudzińskiego. W uroczystościach w Kielcach i Suchedniowie brała udział jego córka Marta Herling.
Gustaw Herling-Grudziński jest od 2000 roku patronem jednego z kieleckich rond.

## Dorobek literacki
- 1945 Żywi i umarli (Rzym) – debiut książkowy ; (Wydawnictwo FIS, Lublin 1990 – wydanie I krajowe)
- 1951 Inny świat (Londyn, wyd. polskie 1953)
- 1960 Skrzydła ołtarza (Instytut Literacki, Paryż)
- 1963 Drugie Przyjście oraz inne opowiadania i szkice (Instytut Literacki, Paryż)
- 1969 Upiory rewolucji (Paryż)
- 1973 Dziennik pisany nocą 1971–1972 (Paryż)
- 1980 Dziennik pisany nocą 1973–1979 (Paryż)
- 1983 Podróż do Burmy (Londyn)
- 1984 Dziennik pisany nocą 1980–1983 (Paryż)
- 1986 Pierścień (Neapol)
- 1988 Wieża i inne opowiadania (Poznań: Wydawnictwo Polskiej Prowincji Dominikanów W drodze, 1988. ISBN 83-85008-77-2)
- 1989 Dziennik pisany nocą 1984–1988 (Warszawa)
- 1993 Dziennik pisany nocą 1989–1992 (Czytelnik, Warszawa, ISBN 83-07-02303-3)
- 1994 Sześć medalionów i Srebrna Szkatułka (Czytelnik, Warszawa, ISBN 83-07-02371-8)
- 1995 Portret wenecki. Trzy opowiadania (Lublin)
- 1997 Don Ildebrando: opowiadania (Warszawa)
- 1997 Gorący oddech pustyni (Warszawa) – finał Nagrody Literackiej Nike 1998[28]
- 1999 Biała noc miłości (Warszawa)
- 2000 Podzwonne dla dzwonnika (Czytelnik, Warszawa, ISBN 83-07-02760-8)
- 2000 Najkrótszy przewodnik po sobie samym (Wydawnictwo Literackie, Kraków, ISBN 83-08-03039-4)
- 2005 Wędrowiec cmentarny (Warszawa)
- 2007 Wiek biblijny i śmierć (Wydawnictwo Literackie, Kraków, ISBN 978-83-08-04093-5)

Wiele książek pisarza, tłumaczonych przez Thérèse Douchy, ukazało się we Francji, np.
- Nuits blanches d’amour, Seuil, 2001 (ISBN 978-2-02-043049-4)
- Journal écrit la nuit, 1971-1983, Gallimard, 1989 (ISBN 2-07-078009-0) ze wstępem Krzysztofa Pomiana